# 청덕초등학교 (경기)
청덕초등학교는 대한민국 경기도 용인시에 있는 공립 초등학교이다.

## 학교 연혁
- 2008년 1월 7일 청덕초등학교 설립 인가
- 2008년 7월 1일 청덕초등학교 개교
- 2008년 7월 1일 초대 양병옥 교장 부임
- 2008년 7월 1일 6학급 편성
- 2008년 9월 1일 병설유치원 개원
- 2009년 2월 18일 제1회 졸업식(졸업생: 57명)
- 2009년 11월 5일 27학급 편성
- 2010년 2월 11일 제2회 졸업식(졸업생 누계: 총 168명)
- 2010년 3월 1일 34학급 편성(특수학급 1학급 포함)
- 2010년 3월 17일 36학급 편성(특수학급 1학급 포함)
- 2011년 2월 18일 제3회 졸업식(졸업생 누계: 총 300명)
- 2011년 3월 1일 39학급 편성(특수학급 1학급 포함)
- 2012년 2월 17일 제4회 졸업식(졸업생 누계: 총462명)
- 2012년 3월 1일 제2대 최한호 교장 부임
- 2012년 3월 1일 43학급 편성(특수학급 1학급 포함)
- 2013년 2월 15일 제5회 졸업식(졸업생 누계: 총653명)
- 2013년 3월 1일 42학급 편성(특수학급 1학급 포함)
- 2013년 3월 11일 43학급 편성(특수학급 1학급 포함)
- 2014년 2월 18일 제6회 졸업식 174명(졸업생 누계 총 827명)
- 2014년 3월 1일 49학급 편성(특수학급 1학급 포함)

## 참고 자료
- 청덕초등학교 - 한국교육학술정보원 학교알리미